# Hockey op de Olympische Zomerspelen 1976
Hockey is een van de sporten die beoefend werden tijdens de Olympische Zomerspelen 1976 in Montréal, Canada. 
Er waren 12 herenteams geplaatst voor dit toernooi, Kenia trok zich op het laatste moment terug waardoor er 11 teams deelnamen.
De 11 teams werden over twee groepen verdeeld, die een halve competitie speelden, de groepwinnaars en de nummers 2 plaatsten zich voor de halve finales, nummers 3 en 4 voor de strijd om de 5de plaats.

## Heren

### Voorronde

#### Groep A
| datum   | tijd  | land       | uitslag | land       |
| ------- | ----- | ---------- | ------- | ---------- |
| 18 juli | 10:00 | India      | 4 – 0   | Argentinië |
| 18 juli | 12:00 | Australië  | 2 – 0   | Maleisië   |
| 19 juli | 15:00 | India      | 1 – 3   | Nederland  |
| 19 juli | 17:00 | Australië  | 3 – 0   | Canada     |
| 20 juli | 10:00 | Nederland  | 2 – 0   | Maleisië   |
| 20 juli | 12:00 | Argentinië | 1 – 3   | Canada     |
| 21 juli | 15:00 | India      | 1 – 6   | Australië  |
| 21 juli | 17:00 | Maleisië   | 2 – 0   | Argentinië |
| 22 juli | 10:00 | India      | 3 – 0   | Canada     |
| 22 juli | 12:00 | Australië  | 1 – 2   | Nederland  |
| 23 juli | 15:00 | Nederland  | 1 – 0   | Argentinië |
| 23 juli | 17:00 | Maleisië   | 1 – 0   | Canada     |
| 24 juli | 10:00 | India      | 3 – 0   | Maleisië   |
| 24 juli | 12:00 | Australië  | 2 – 3   | Argentinië |
| 25 juli | 17:00 | Nederland  | 3 – 1   | Canada     |

| Rang | Land       | Wed | W | G | V | DV | DT |    | Ptn |
| ---- | ---------- | --- | - | - | - | -- | -- | -- | --- |
| 1    | Nederland  | 5   | 5 | 0 | 0 | 11 | 3  | 8  | 10  |
| 2    | Australië  | 5   | 3 | 0 | 2 | 14 | 6  | 8  | 6   |
| 3    | India      | 5   | 3 | 0 | 2 | 12 | 9  | 3  | 6   |
| 4    | Maleisië   | 5   | 2 | 0 | 3 | 3  | 7  | -4 | 4   |
| 5    | Canada     | 5   | 1 | 0 | 4 | 4  | 11 | -7 | 2   |
| 6    | Argentinië | 5   | 1 | 0 | 4 | 4  | 12 | -8 | 2   |

##### Beslissingswedstrijd groep A voor tweede plaats
| datum   | tijd  | land      | uitslag | land  |
| ------- | ----- | --------- | ------- | ----- |
| 26 juli | 13:00 | Australië | 1 – 1   | India |

Australië wint na verlengingen de strafballenserie met 5-4.

#### Groep B
| datum   | tijd  | land           | uitslag | land           |
| ------- | ----- | -------------- | ------- | -------------- |
| 18 juli | 15:00 | Pakistan       | 5 – 0   | België         |
| 18 juli | 17:00 | West-Duitsland | 1 – 1   | Nieuw-Zeeland  |
| 19 juli | 10:00 | Pakistan       | 2 – 2   | Spanje         |
| 20 juli | 15:00 | Spanje         | 1 – 1   | Nieuw-Zeeland  |
| 21 juli | 10:00 | Pakistan       | 4 – 2   | West-Duitsland |
| 21 juli | 12:00 | Nieuw-Zeeland  | 2 – 1   | België         |
| 22 juli | 17:00 | West-Duitsland | 1 – 4   | Spanje         |
| 23 juli | 10:00 | Spanje         | 2 – 3   | België         |
| 24 juli | 15:00 | Pakistan       | 5 – 2   | Nieuw-Zeeland  |
| 24 juli | 17:00 | West-Duitsland | 6 – 1   | België         |

| Rang | Land           | Wed | W | G | V | DV | DT |     | Ptn |
| ---- | -------------- | --- | - | - | - | -- | -- | --- | --- |
| 1    | Pakistan       | 4   | 3 | 1 | 0 | 16 | 6  | 10  | 7   |
| 2    | Nieuw-Zeeland  | 4   | 1 | 2 | 1 | 6  | 8  | -2  | 4   |
| 3    | Spanje         | 4   | 1 | 2 | 1 | 9  | 7  | 2   | 4   |
| 4    | West-Duitsland | 4   | 1 | 1 | 2 | 10 | 10 | 0   | 3   |
| 5    | België         | 4   | 1 | 0 | 3 | 5  | 15 | -10 | 2   |

##### Beslissingswedstrijd groep B voor tweede plaats
| datum   | tijd  | land          | uitslag | land   |
| ------- | ----- | ------------- | ------- | ------ |
| 26 juli | 16:00 | Nieuw-Zeeland | 1 – 0   | Spanje |

### Plaatsingswedstrijden

#### 9de t/m 11de plaats
| datum   | tijd  | land   | uitslag   | land       |
| ------- | ----- | ------ | --------- | ---------- |
| 28 juli | 12:00 | België | 3 – 2     | Argentinië |
| 28 juli |       | Canada | walk over | —          |

#### 9de-10de plaats
| datum   | tijd  | land   | uitslag | land   |
| ------- | ----- | ------ | ------- | ------ |
| 29 juli | 10:00 | Canada | 2 – 3   | België |

#### 5de t/m 8ste plaats
| datum   | tijd  | land   | uitslag | land           |
| ------- | ----- | ------ | ------- | -------------- |
| 29 juli | 12:00 | Spanje | 2 – 1   | Maleisië       |
| 29 juli | 17:00 | India  | 2 – 3   | West-Duitsland |

#### 7de-8ste plaats
| datum   | tijd  | land  | uitslag | land     |
| ------- | ----- | ----- | ------- | -------- |
| 30 juli | 10:00 | India | 2 – 0   | Maleisië |

#### 5de-6de plaats
| datum   | tijd  | land           | uitslag | land   |
| ------- | ----- | -------------- | ------- | ------ |
| 30 juli | 12:00 | West-Duitsland | 9 – 1   | Spanje |

### Halve Finales
| datum   | tijd  | land      | uitslag | land          |
| ------- | ----- | --------- | ------- | ------------- |
| 28 juli | 15:00 | Pakistan  | 1 – 2   | Australië     |
| 28 juli | 17:00 | Nederland | 1 – 2   | Nieuw-Zeeland |

### Bronzen Finale
| datum   | tijd  | land      | uitslag | land     |
| ------- | ----- | --------- | ------- | -------- |
| 30 juli | 15:00 | Nederland | 2 – 3   | Pakistan |

### Finale
| datum   | tijd  | land          | uitslag | land      |
| ------- | ----- | ------------- | ------- | --------- |
| 30 juli | 17:00 | Nieuw-Zeeland | 1 – 0   | Australië |

### Eindrangschikking
| rang   | land | sporter(s) |
| ------ | ---- | --- |
| Goud   | NZL  | Paul Ackerley, Jeff Archibald, Arthur Borren, Alan Chesney, John Christensen, Greg Dayman, Tony Ineson, Barry Maister, Selwyn Maister, Trevor Manning, Alan McIntyre, Arthur Parkin, Mohan Patel, Ramesh Patel |
| Zilver | AUS  | Robert Haigh, Ric Charlesworth, David Bell, Gregory Browning, Ian Cooke, Barry Dancer, Douglas Golder, Wayne Hammond, James Irvine, Stephen Marshall, Malcolm Poole, Robert Proctor, Graham Reid, Ronald Riley, Trevor Smith, Terry Walsh                                                                                       |
| Brons  | PAK  | Saleem Sherwani, Manzoor Hassan, Munawarux Zaman, Saleem Nazim, Rasool Akhtar, Iftikhar Syed, Islahud Din, Manzoor Hussain, Abdul Rashid, Shanaz Sheik, Samiullah Khan, Qamar Zia, Arshad Mahmood, Arshad Ali Chaudry, Mudassar Asghar, Hanif Khan                                                                              |
| 4      | NED  | Maarten Sikking, André Bolhuis, Tim Steens, Geert van Eijk, Theodoor Doyer, Coen Kranenberg, Rob Toft, Wouter Leefers, Hans Jorritsma, Hans Kruize, Jan Albers, Paul Litjens, Imbert Jebbink, Ron Steens, Bart Taminiau, Wouter Kan                                                                                             |
| 5      | FRG  | Wolfgang Rott, Klaus Ludwiczak, Michael Peter, Dieter Freise, Fritz Schmidt, Michael Krause, Horst Dröse, Werner Kaessmann, Uli Vos, Peter Caninenberg, Peter Trump, Hans Montag, Wolfgang Strödter, Heiner Dopp, Rainer Seifert, Ralf Lauruschkat                                                                              |
| 6      | ESP  | Luis-Alberto Carrera, Juan Amat, Jaime Arbos, Juan Arbos, Ricardo Cabot, Juan Colomer, Francisco Codina, Augustín Churruca, Francisco Fábregas, Jorge Fábregas, Augustín Masana, Juan Pellon, Ramón Quintana, José Salles, Francisco Segura, Luis Touse                                                                         |
| 7      | IND  | Ajitpal Singh, Vaduvelu Phillips, Baldev Singh, Ashok Diwan, Govinda Billimogaputtaswamy, Ashok Singh, Virinder Singh, Harcharan Singh, Mohinder Singh, Aslam Khan, Syed Ali, Birbhadur Chattri, Chand Singh, Ajit Singh, Surjit Singh, Vasudevan Baskaran                                                                      |
| 8      | MAS  | Bin Zainal Khairuddin, Mohammed Zain Azraai, Naganathy Srishanmuganathan, Anthonysamy Francis, Lam Kok Ming, Amar Mohindar Singh, Wong Choon Hin, Balasingam Singaram, Nallasamy Palanisgarn, Rengasamy Rama Krishnan, Murugesan Mahendran, Gill Singh Avtar, Antony Cruz, Poon Fook Loke, Ramalingam Pathmarajah, Ow Soon Kooi |
| 9      | BEL  | Frank Smissaert, Guy Miserque, Francis Bouche, Serge Dubois, Bernard Smeekens, Bernard Mauchien, Paul Urbain, Armand Solie, Michel Vanderborght, Carl-Eric Vanderborght, Robert Maroye, Bruno De Clynsen, Jean-François Gilles, Jean Toussaint, Michel Van Tuyckom, Jean-Claude Moraux                                          |
| 10     | CAN  | Jim MacDougall, Sarbjit Dusang, David Bissett, Alan Hobkirk, Reginald Plummer, Lee Wright, Lance Carey, Peter Motzek, Douglas Pready, Kelvin Wood, Peter Lown, Fred Hoos, Bubli Chohan, Michael Mouat, Kuldip Gosal, Antonie Schouten                                                                                           |
| 11     | ARG  | Julio Cufré, Jorge Sabbione, Jorge Disera, Jorge Ruiz, Marcelo Pazos, Osvaldo Zanni, Jorge Ivorra, Luis Costa, Marcelo Garrafo, Flavio De Giacomo, Fernando Calp, Alberto Sabbione, Daniel Portugués, Alfredo Quacquarini, Gustavo Paolucci, Cesar Raguso                                                                       |

Londen 1908 · 
Antwerpen 1920 · 
Amsterdam 1928 · 
Los Angeles 1932 · 
Berlijn 1936 · 
Londen 1948 · 
Helsinki 1952 · 
Melbourne 1956 · 
Rome 1960 · 
Tokio 1964 · 
Mexico-stad 1968 · 
München 1972 · 
Montréal 1976 · 
Moskou 1980 · 
Los Angeles 1984 · 
Seoel 1988 · 
Barcelona 1992 · 
Atlanta 1996 · 
Sydney 2000 · 
Athene 2004 · 
Peking 2008 · 
Londen 2012 · 
Rio de Janeiro 2016 · 
Tokio 2020 · 
Parijs 2024 · 
Los Angeles 2028 
Medaillewinnaars
Atletiek · Basketbal · Boksen · Boogschieten · Gewichtheffen · Handbal · Hockey · Judo · Kanovaren · Moderne vijfkamp · Paardensport · Roeien · Schermen · Schietsport · Schoonspringen · Turnen · Voetbal · Volleybal · Waterpolo · Wielersport · Worstelen · Zeilen · Zwemmen